# Bdallophytum oxylepis
Bdallophytum oxylepis là một loài thực vật có hoa trong họ Cytinaceae. Loài này được (B.L.Rob.) Harms mô tả khoa học đầu tiên năm 1935.